# Dioden-Erd-Verfahren
Das Dioden-Erd-Verfahren (DEV), auch als Gleichstromtastwahlverfahren bezeichnet, ist ein nicht mehr gebräuchliches Signalisierungsverfahren in der Fernmeldetechnik. Es ist ein Gleichstromwahlverfahren; zusätzlich zu den beiden Sprechadern (a-Ader und b-Ader; siehe auch a/b-Schnittstelle) wird noch eine Erdader (die so genannte Erde) benötigt.
DEV war ein Wahlverfahren für frühe Tastentelefone. Es fand nur wenig Verbreitung und wurde bei Nebenstellenanlagen (wie z. B. Siemens EMS) 1979 vom Mehrfrequenzwahlverfahren (MFV) abgelöst.

## Anwendungsbereich
Das Dioden-Erd-Verfahren wurde in den 1960er und 1970er Jahren bei Nebenstellentelefonen an speziell dafür geeigneten Telefonanlagen (z. B. Siemens ESK 400E, ESK 3000E sowie GWN/EMD) eingesetzt. Die Erdader wurde bei Nebenstellenanlagen ohnehin zur Amtsholung und/oder Rückfrage benötigt. Die in der privaten Nebenstellentechnik üblichen Kabel J-Y(St)Y führen das Erdpotential im Schirmbeidraht mit.
Für die Anwendung im öffentlichen analogen Telefonnetz der Deutschen Bundespost mit den großen Anschlussleitungslängen war DEV wegen des unsymmetrischen Prinzips nicht geeignet. Wegen der Unsymmetrie auftretende Leitungsbeeinflussungen begrenzen die Funktionsreichweite. Der Vorteil von DEV war der relativ geringe Aufwand im Telefonapparat, jedoch unterstützen auch Telefonanlagen DEV seit etwa Anfang der 1980er Jahre nicht mehr.
In Österreich wurde das DEV1-Verfahren im öffentlichen Netz nur an einem Versuchsamt in der Wiener Zollergasse verwendet, aber bald aufgegeben und durch das auch noch heute übliche MFV-Verfahren ersetzt. Insgesamt waren nur rund 150 Anschlüsse mit diesem Wahlverfahren ausgestattet.

## Funktionsweise

Prinzipschaltbild DEV

Die Wahl (genauer „Zeichengabe“) erfolgt mittels der Tasten eines Tastenwahlblocks. Bei Betätigen der Tastatur werden je nach gedrückter Taste eine oder mehrere Dioden zwischen der a-Ader, der b-Ader und/oder der Erdader angeschaltet; zum Beispiel werden beim Drücken der Taste 8 die Kontakte II und IV geschlossen (siehe Prinzipschaltbild). Durch den Tastendruck werden unterschiedliche Schaltkriterien (Anzahl und Richtung der geschalteten Dioden) geschaffen, die von der Vermittlungseinrichtung (Telefonanlage) ausgewertet werden. Die Vermittlungseinrichtung ermittelt die gedrückte Taste durch wechselndes Anlegen von Minusspannung und Plusspannung. Damit die Vermittlungseinrichtung den Tastendruck sicher ermitteln kann, muss die Taste mindestens 50 ms lang gedrückt werden.
Durch die beliebige Kombinierbarkeit von vier Dioden ergeben sich 24 = 16 mögliche Zustände. Da jedoch die Kombination (0, 0, 0, 0) für die Kontakte I bis IV „keine Taste gedrückt“ bedeutet, bleiben nur 15 Tastenzustände, von denen 12 genutzt werden (0–9, *, #).
| Taste       | 1 | 2 | 3 | 4 | 5 | 6 | 7 | 8 | 9 | 0 | * | # | ungenutzt | ungenutzt | ungenutzt |
| ----------- | - | - | - | - | - | - | - | - | - | - | - | - | --------- | --------- | --------- |
| Kontakt I   | • | • | • | • | • | • |   |   |   |   | • | • |           |           |           |
| Kontakt II  |   |   | • | • |   | • | • | • | • | • |   | • |           |           |           |
| Kontakt III |   |   |   |   | • | • |   |   | • | • | • | • | •         |           | •         |
| Kontakt IV  |   | • |   | • | • |   |   | • |   | • |   | • |           | •         | •         |